# Brachythrix
 Brachythrix   Wild & G.V.Pope, 1978 è un genere di piante angiosperme dicotiledoni della famiglia delle Asteraceae.

## Etimologia
Il nome scientifico del genere è stato definito per la prima volta dai botanici Hiram Wild (1917-1982) e Gerald Vernon Pope (1941-) nella pubblicazione " Kirkia; The Zimbabwe Journal of Botany. Harare, Zimbabwe" ( Kirkia 11(1): 25 ) del 1978.

## Descrizione
Le specie di questa voce sono erbacee perenni con steli annui generati da piccoli portainnesti legnosi. La pubescenza è formata da peli semplici (o flagelliformi) e multisettati (talvolta a forma di "T") con un corto peduncolo. Gli steli sono ramificati all'apice. Le radici sono numerose, affusolate e si gonfiano per formare tuberi radicali. Gli organi interni di queste piante contengono lattoni sesquiterpenici.
Le foglie, sessili o subsessili, lungo il caule normalmente sono a disposizione alternata (raramente opposta). La forma della lamina è semplice ed è più o meno strettamente lanceolata con base cuneata. I bordi sono continui e dentati finemente. La superficie superiore è più o meno scabrosa e glabrescente, quella inferiore è più scura, pubescente o feltrata a volte con ghiandole puntate. Le venature in genere sono pennate. Le stipole sono assenti.
Le infiorescenze sono composte da capolini singoli terminali o raccolti in formazioni cimose o corimbose. I capolini, discoidi omogami, sono formati da un involucro persistente a forma da campanulata a coppa allargata (talvolta sono subglobosi o strettamente ovoidali) composto da brattee (o squame) all'interno delle quali un ricettacolo fa da base ai fiori tubulosi. Le brattee (circa 65) sono disposte in cica 5 serie in modo embricato e scalato ed hanno delle forme da lineari a lanceolate; i bordi sono dentati; il colore è più o meno verde. Il ricettacolo, a forma piatta, è privo di pagliette.
I fiori, circa 40, sono tetra-ciclici (ossia sono presenti 4 verticilli: calice – corolla – androceo – gineceo) e pentameri (ogni verticillo ha 5 elementi). I fiori sono di tipo tubuloso (actinomorfi). In genere i fiori sono ermafroditi (bisessuali) e fertili.
- Formula fiorale:

*/x K {\displaystyle \infty }, [C (5), A (5)], G 2 (infero), achenio
- Calice: i sepali del calice sono ridotti ad una coroncina di squame.
- Corolla: la corolla è strettamente imbutiforme ossia ha un profondo tubo con 5 lobi finali (setolosi o glabri). Il colore più frequente è porpora.
- Androceo: gli stami sono 5 con filamenti liberi, glabri o papillosi e distinti. Le antere sono saldate in un manicotto (o tubo) circondante lo stilo ed hanno in genere hanno una forma sagittata con base caudata (le code sono corte, ialine e sterili). Le appendici apicali delle antere non sono ghiandolose. Nell'endotecio sono presenti delle zone più spesse. Il polline è tricolporato e echinato; inoltre non è "lophato"  (a creste e lacune) oppure è sublophato; la forma è sferica o schiacciata ai poli.
- Gineceo: lo stilo è filiforme con due stigmi. La base dello stilo ha dei nodi. Gli stigmi sono lunghi e divergenti; sono sottili, pelosi e con apice acuto; la superficie stigmatica è interna (vicino alla base). L'ovario è infero uniloculare formato da 2 carpelli. L'ovulo è unico e anatropo.

I frutti sono degli acheni con pappo. La forma dell'achenio è oblunga-obovoide con 4 - 5 coste e superficie pubescente per peli ispidi. Nell'achenio, privo di fitomelanina, sono presenti dei rafidi subquadrati. Il pericarpo può essere di tipo parenchimatico, altrimenti è indurito (lignificato) radialmente.  Il carpoforo (o carpopodium - il ricettacolo alla base del gineceo) è anulare. I pappi, formati da due serie di corte setole (la serie esterna è formato da scaglie o da una coroncina continua), decidui, sono direttamente inseriti nel pericarpo o connati in un anello parenchimatico posto sulla parte apicale dell'achenio.

## Biologia
- Impollinazione: l'impollinazione avviene tramite insetti (impollinazione entomogama tramite farfalle diurne e notturne).
- Riproduzione: la fecondazione avviene fondamentalmente tramite l'impollinazione dei fiori (vedi sopra).
- Dispersione: i semi (gli acheni) cadendo a terra sono successivamente dispersi soprattutto da insetti tipo formiche (disseminazione mirmecoria). In questo tipo di piante può avvenire anche un altro tipo di dispersione: zoocoria. Infatti gli uncini (se presenti) delle brattee dell'involucro si agganciano ai peli degli animali di passaggio disperdendo così anche su lunghe distanze i semi della pianta.

## Distribuzione e habitat
Le specie di questo gruppo si trovano principalmente in Africa centrale.

## Tassonomia
La famiglia di appartenenza di questa voce (Asteraceae o Compositae, nomen conservandum) probabilmente originaria del Sud America, è la più numerosa del mondo vegetale, comprende oltre 23.000 specie distribuite su 1.535 generi, oppure 22.750 specie e 1.530 generi secondo altre fonti (una delle checklist più aggiornata elenca fino a 1.679 generi). La famiglia attualmente (2021) è divisa in 16 sottofamiglie.

### Filogenesi
Le specie di questo gruppo appartengono alla sottotribù Centrapalinae H. Rob, descritta all'interno della tribù Vernonieae Cass. della sottofamiglia Vernonioideae Lindl.. Questa classificazione è stata ottenuta ultimamente con le analisi del DNA delle varie specie del gruppo. Dagli ultimi studi filogenetici sul DNA la tribù Vernonieae è risultata divisa in due grandi cladi: Muovo Mondo e Vecchio Mondo. Centrapalinae occupa una posizione centrale e appartiene al clade del Vecchio Mondo; in particolare è inclusa nel subclade africano più vicino alle specie tropicali americane.
La sottotribù, e quindi i suoi generi, si distingue per i seguenti caratteri:
- il portamento delle specie di questo gruppo è erbaceo perenne o subarbustivo;
- la pubescenza degli steli è fatta di peli semplici o irregolarmente da peli a forma di "T";
- le appendici delle antere talvolta hanno delle pareti cellulari ispessite;
- gli acheni possono avere fino a 10 coste;

In precedenza la tribù Vernonieae, e quindi la sottotribù di questo genere, era descritta all'interno della sottofamiglia Cichorioideae. Il genere di questa voce è stato anche descritto come appartenente alla sottotribù Erlangeinae H.Rob. (sempre nel gruppo delle Vernonieae). All'interno della sottotribù questo genere, da un punto di vita filogenetico, occupa una posizione abbastanza recente (ossia si è diviso più o meno per ultimo dal resto del gruppo) e con il genere Nothovernonia H.Rob & V.A.Funk forma un "gruppo fratello".
I caratteri distintivi per questo genere sono i seguenti:
- la parte esterna del pappo è formata da scaglie parzialmente o totalmente libere; quella interna è formato da corte setole brunastre;
- il ricettacolo è privo di pagliette.

### Elenco delle specie
Questo genere ha 6 specie:
- Brachythrix glomerata (Mattf.) C.Jeffrey
- Brachythrix lugarensis  (O.Hoffm.) Wild & G.V.Pope
- Brachythrix malawiensis  (Wild & G.V.Pope) G.V.Pope
- Brachythrix pawekiae  Wild & G.V.Pope
- Brachythrix sonchoides  Wild & G.V.Pope
- Brachythrix stolzii  (S.Moore) Wild & G.V.Pope